# Comoara din Lacul de Argint (film)

Un afiș al filmului

Comoara din Lacul de Argint (titlu original în germană: Der Schatz im Silbersee) (1962) este un film western german regizat de Harald Reinl bazat pe romanul omonim de Karl May. În rolurile principale interpretează Lex Barker ca Old Shatterhand, Pierre Brice ca Winnetou, Götz George ca Fred Engel și Herbert Lom este Colonelul Brinkley.

## Prezentare
În Tulsa, un mic oraș din vestul Statelor Unite, este atacată o diligență. În acest atac, tatăl lui Fred Engel este ucis, el avea asupra lui o parte din harta comorii și aceasta este furată de bandiții conduși de colonelul Brinkley. Harta oferă indicii către un lac misterios unde se află o comoară. Fred Engel merge în căutarea criminalilor. El se întâlnește cu Sam Hawkens și Unchiul Gunstick, dar și cu Old Shatterhand și Winnetou care deja se aflau pe urmele bandiților. Cu toții își unesc forțele și pleacă în căutarea acestora.

## Distribuție
- Lex Barker ca Old Shatterhand
- Pierre Brice ca Winnetou
- Götz George ca Fred Engel
- Herbert Lom - Colonel Brinkley
- Karin Dor ca Ellen Patterson
- Eddi Arent ca Lord Castlepool
- Marianne Hoppe ca Mrs. Butler
- Ralf Wolter ca Sam Hawkens
- Mirko Boman - Unchiul Gunstick

## Titlul filmului în alte limbi
Aceasta este o listă cu denumirea filmului așa cum a apărut pe afișele promoționale din diferite țări:
- Belgia: „Le Tresor du Lac D'Argent“ / „De Schat van het Zilvermeer“
- Cehoslovacia: „Poklad na Stříbrném jezeře“ / „Poklad na Striebornom jazere“
- Danemarca: „Winnetou og Skatten i Sølvsøen“ / „Skatten i Sølvsøen“
- Franța: „Le Trésor du Lac d'Argent“
- Italia: „Il Tesoro del Lago d'Argento“
- Iugoslavia: „Blago u srebrnom jezeru“
- Spania: „El Tesoro del Lago de la Plata“
- Ungaria: „Az Ezüst-tó kincse“
- Statele Unite: „Treasure of Silver Lake“ (versiunea „Flaming Arrow Color“)[3]